# Mercatino Conca
Mercatino Conca (Marcadèn d'la Conca en el dialecto romagnolo) es una comuna italiana de 1107 habitantes de la Provincia de Pesaro y Urbino en Marche. El nombre que se conocía hasta 1940 era Piandicastello, y su nombre actual se debe a la proximidad del río Conca, hoy día seco.

## Evolución demográfica

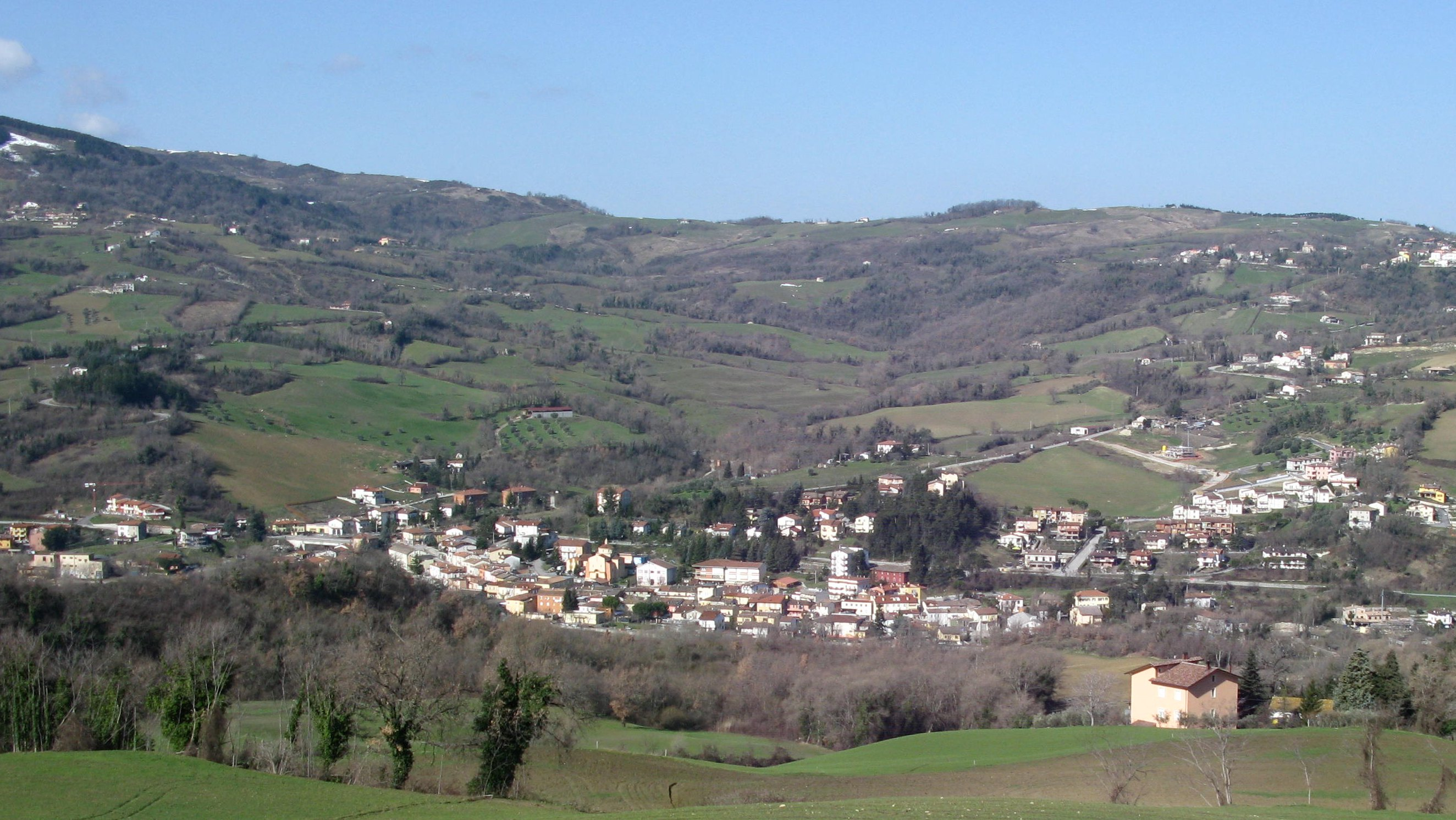
Mercatino Conca.

| Gráfica de evolución demográfica de Mercatino Conca entre 1861 y 2001 |
|                                                                       |
| Fuente ISTAT - Gráfica elaborada por Wikipedia                        |

## Administración
- Alcalde:Luisa Benvenuto
- Fecha de asunción:28/05/2006
- Partido: centro izquierda
- Teléfono de la comuna: 0541 970145
- Email:comune.mercatino@provincia.ps.it

## Propuesta de la agregación de Emilia-Romagna
El 9 y 10 de marzo de 2008, se celebró un referéndum en Mercatino Conca junto con la ciudad de Monte Grimano, que trató la cuestión de las fronteras regionales, con el objetivo de solicitar a la gente que sea parte integrante de la región de Emilia-Romagna en la Provincia de Rimini. El resultado fue negativo porque la participación fue del 60%, pero se señaló que los votos fueron al menos la mitad más uno de los titulares de los derechos: el resultado fue negativo por 10 votos.